# USS Downes (DD-45)
USS Downes (DD-45) – amerykański niszczyciel typu Cassin, służący w United States Navy podczas I wojny światowej. Został później przekazany United States Coast Guard, gdzie nosił oznaczenie CG-4. Jego nazwa pochodzi od Johna Downesa - oficera Marynarki z pierwszej połowy XIX wieku.
"Downes" został zwodowany 8 listopada 1913 w stoczni New York Shipbuilding Company w Camden w stanie New Jersey, matką chrzestną była M. H. Simons, prawnuczka Downesa. Okręt został wyposażony w Philadelphia Naval Shipyard i przyjęty do służby 11 lutego 1915, z komandorem podporucznikiem A. W. Johnsonem jako dowódcą.
Niszczyciel w swój dziewiczy  rejs udał się do Nowego Jorku i Zatoki Chesapeake, skąd wrócił do stoczni filadelfijskiej, gdzie przebywał od 4 października 1915 do 26 maja 1917, w celu budowy i instalacji nowej maszynowni. Przygotowany do służby poza krajem wypłynął z Nowego Jorku 18 października 1917 do bazy w Devonport w Anglii, gdzie dotarł 7 listopada.
Okręt bazował w Queenstown od 17 listopada 1917 do 5 grudnia 1918 i służył jako eskorta konwojów w pobliżu brytyjskich portów, na kanale La Manche i na trasie konwojów do spotkania z oceaniczną eskortą. Patrolował morze w pobliżu wybrzeży Irlandii w poszukiwaniu okrętów podwodnych, odbywając kilka ataków, ale bez rezultatów, pomagał także uszkodzonym okrętom. Dwukrotnie jego wysiłki zostały nagrodzone przez brytyjską Admiralicję, raz za akcję osłaniania "Manley" (DD-74) na którym wybuchły bomby głębinowe, a w drugim przypadku za pomoc udzieloną brytyjskiemu okrętowi podwodnemu.
"Downes" dotarł do Brestu 6 grudnia 1918, gdzie eskortował prezydenta Wilsona przebywającego na pokładzie "George Washington". Niszczyciel uczestniczył w przeglądzie przed powrotem do Queenstown 14 grudnia. Dzień po Bożym Narodzeniu popłynął do USA, do Norfolk dotarł 18 stycznia 1919. Po zimowych manewrach na kubańskich wodach wrócił do Nowego Jorku 14 marca.
Niszczyciel zameldował się w Norfolk 5 maja 1919 na przegląd. Po remoncie popłynął 12 maja 1921 do Newport (Rhode Island) na letnie manewry. Pomiędzy 22 października a 20 marca 1922 okręt pozostawał w Charleston, a 24 marca dotarł do stoczni filadelfijskiej. "Downes" został wycofany ze służby w Filadelfii 6 czerwca 1922.
Okręt został przekazany amerykańskiej straży przybrzeżnej 28 kwietnia 1924. Początkowo służył w United States Coast Guard Academy jako okręt szkolny, a następnie brał udział w patrolach rumowych.
Okręt wrócił do Marynarki w Filadelfii 22 maja 1931 i został sprzedany na złom 22 sierpnia 1934 w ramach ustaleń traktatu londyńskiego.